# Linia kolejowa nr 880
Linia kolejowa nr 880 – jednotorowa, zelektryfikowana linia kolejowa znaczenia miejscowego, łącząca stację Czerwionka z posterunkiem bocznicowym Czerwionka Dębieńsko przez bocznicą szlakową KWK Dębieńsko.
Linia dawniej umożliwiała eksploatację Kopalni Węgla Kamiennego Dębieńsko, a obecnie jest wykorzystywana do obsługi Zakładów Wzbogacania Odpadów Poflotacyjnych „Polho” przez pociągi jadące zarówno z kierunku Leszczyn, jak i Orzesza.